# Віру-Нігула (волость)
Віру-Нігула (ест. Viru-Nigula vald) — волость в Естонії, у складі повіту Ляяне-Вірумаа. Волосна адміністрація розташована в місті Кунда. 

## Історія
Волость утворено 2017 року шляхом об'єднання міста Кунда та волостей Азері і Віру-Нігула. Єдина волость Естонії з центром у місті, назва якої не співпадає з його назвою.

## Населені пункти
Місто Кунда, 2 малих міста Азері та Віру-Нігула, 43 села.